# 黑斑歧鬚鮠
黑斑歧鬚鮠，為輻鰭魚綱鯰形目倒立鯰科的其中一種，為熱帶淡水魚，分布於非洲坦干伊喀湖及其支流流域，體長可達23.7公分，棲息在底中層水域，生活習性不明。